# Rhizobiaceae
Famille
Genres de rang inférieur
- Agrobacterium
- Allorhizobium
- Carbophilus
- Chelatobacter
- Kaistia
- Rhizobium
- Ensifer

Les Rhizobiaceae sont une famille de protéobactéries gram-négative, incluant entre autres les genres Agrobacterium, Rhizobium.

## Liste des non-classés et genres
Selon BioLib (11 novembre 2021) :
- genre Agrobacterium Conn, 1942
- genre Allorhizobium de Lajudie, Laurent-Fulele, Willems, Torck, Coopman, Collins, Kersters, Dreyfus & Gillis, 1998
- genre Carbophilus Meyer, Stackebrandt & Auling, 1994
- genre Chelatobacter Auling, Busse, Egli, El-Banna & Stackenrandt, 1993
- genre Ensifer Casida, 1982
- genre Kaistia Im, Yokota, Kim & S.T. Lee, 2005
- genre Rhizobium Frank, 1889
- genre Sinorhizobium Chen, Yan & Li, 1988

Selon ITIS (11 novembre 2021) :
- genre Carbophilus Meyer & al., 1994
- genre Ensifer Casida, 1982 emend. Young, 2003
- genre Kaistia Im & al., 2005
- genre Rhizobium Frank, 1889 emend. Young & al., 2001
- genre Shinella An & al., 2006
- genre Sinorhizobium Chen & al., 1988 emend. De Lajudie & al., 1994

Selon NCBI (11 novembre 2021) :
- genre Amorphomonas
- genre Ciceribacter Kathiravan & al. 2013
- genre Endobacterium "" Menendez & al. 2020
- genre Gellertiella Toth & al. 2017
- genre Georhizobium Cao & al.
- genre Liberibacter "Candidatus Liberobacter" Jagoueix & al. 1997
- genre Peteryoungia "" Rahi & al. 2021
- genre Shinella Crabtreella Xie & Yokota 2006
- non-classé Rhizobiaceae incertae sedis
- non-classé Rhizobium/Agrobacterium group
- non-classé Sinorhizobium/Ensifer group

Selon World Register of Marine Species (11 novembre 2021) :
- genre Agrobacterium Conn, 1942
- genre Ensifer (Casida, 1982) emend. Young, 2003
- genre Kaistia
- genre Shinella An, Im, Yang & Lee, 2006